# Brendan Haywood
Brendan Todd Haywood (New York, 27 novembre 1979) è un ex cestista statunitense, professionista nella NBA.

## Carriera

### High school
Frequenta la Dudley High School a Greensboro (Carolina del Nord) e nel suo anno da senior vince il titolo di Gatorade North Carolina Basketball Player of the Year. Viene chiamato nel 1997 al McDonald's All-American Game.

### Università
Diplomatosi, s'iscrive all'Università della Carolina del Nord a Chapel Hill, reclutato dal leggendario allenatore dei Tar Heels Dean Smith, che si dimette dal suo incarico poco dopo l'arrivo di Haywood: il suo posto viene preso dal vice Bill Guthridge. Haywood gioca dietro al centro titolare Makhtar N'Diaye e nel suo anno da freshman risulta il sesto giocatore più utilizzato, dietro i componenti del quintetto base (Antawn Jamison, Vince Carter, Shammond Williams, Ed Cota, Ademola Okulaja e appunto N'Diaye). In quella stagione, i Tar Heels raggiungono le semifinali del torneo NCAA 1998.
Haywood passa nel quintetto base al suo secondo anno e i Tar Heels vengono eliminati al primo turno dal torneo NCAA 1999. UNC stenta nel raggiungimento di risultati positivi anche l'anno successivo, per poi risorgere nel torneo NCAA 2000, raggiungendo le final four. La stagione 2000-01 è l'ultima per Haywood e la prima per il coach Matt Doherty: in questa stagione, esce al secondo turno dal torneo NCAA.
Ad UNC, Brendan Haywood realizza la prima tripla doppia nella storia dell'istituto contro l'Università di Miami il 4 dicembre 2000, segnando 18 punti con 14 rimbalzi e 10 stoppate (record anch'esso). Termina inoltre la sua carriera universitaria con la percentuale dal campo più alta nella storia dell'Atlantic Coast Conference (63,7%).

### NBA
Nel 2001 si dichiara eleggibile per il draft NBA e viene chiamato con la scelta n. 20 dai Cleveland Cavaliers, che immediatamente lo cedono agli Orlando Magic, i quali a loro volta lo danno ai Washington Wizards.
Nella sua prima stagione NBA Haywood colleziona 5 punti e 5 rimbalzi di media, viene premiato come Rookie del mese nel dicembre 2001 per le sue medie (8 punti, 8 rimbalzi e 2 stoppate), partecipa alla Rookie Challenge dell'NBA All-Star Weekend 2001 e fa registrare la sua prima doppia doppia contro i Memphis Grizzlies (17 punti e 15 rimbalzi).
Nella stagione 2002-03 si impone come centro titolare, ricoprendo tale ruolo in 69 delle 81 partite da lui giocate: colleziona 6 punti, 5 rimbalzi ed una stoppata di media. Va migliorando nelle stagioni 2003-04 e 2004-05 con rispettivamente 7 punti e 5 rimbalzi e 9 punti e 6 rimbalzi. Nel 2005 Haywood vive probabilmente il suo miglior momento come giocatore NBA, fornendo ottime prestazioni nei playoffs, nei quali i Wizards vengono sconfitti 4-0 in semifinale di conference dai Miami Heat: nella serie colleziona 13 punti e 9 rimbalzi di media e nei playoffs in generale 10 punti, 7 rimbalzi, un assist, 2 rimbalzi e una rubata.
Durante la stagione 2005-06 raggranella 7 punti e 6 rimbalzi, nella stagione 2006-07 6 punti e 6 rimbalzi e in quella successiva 10 punti e 7 rimbalzi di media a partita.
Nel mercato della stagione 2009-10 si trasferisce ai Dallas Mavericks, dove è inizialmente il centro titolare. Ai playoffs di questa annata, conclusisi dopo un in seguito alla sconfitta nella serie contro i San Antonio Spurs 4-2, Haywood totalizza 6.0 punti e 6.2 rimbalzi di media.
Nella stagione successiva perde il posto di titolare a favore di Tyson Chandler, ma il suo ruolo è molto importante, specie nei playoffs: dalla panchina entra puntualmente offrendo un contributo che va al di là delle cifre (basse, sui 3,1 punti e 4,1 rimbalzi nella post season). Fa giocate difensive importanti, sia a uomo sia nella zona 2-3 di Rick Carlisle; si infortuna però al fianco durante le finali NBA contro i Miami Heat e non gioca a partire da gara-4. I suoi riescono comunque a portare a termine la serie vittoriosamente, e Brendan vince il suo primo titolo.
Nell'estate viene tagliato e si accasa ai Charlotte Bobcats dove resta per due stagioni, la seconda saltata interamente a causa di una frattura da stress ad un piede.
Per l'annata 2014-15 si trasferisce ai Cleveland Cavaliers, che in quella stagione raggiungono le finali NBA (poi perse contro i Golden State Warriors) ma Haywood non viene mai schierato nei playoffs.
Il 27 luglio 2015 viene ceduto insieme a Mike Miller e due seconde scelte a draft futuri ai Portland Trail Blazers, che lo tagliano tre giorni dopo: la sua carriera volge così al termine.

## Statistiche

### College
| Anno      | Squadra             | PG  | PT  | MP   | TC%  | 3P% | TL%  | RP  | AP  | PRP | SP  | PP   |
| --------- | ------------------- | --- | --- | ---- | ---- | --- | ---- | --- | --- | --- | --- | ---- |
| 1997-1998 | N. Carol. Tar Heels | 38  | 1   | 8,1  | 53,0 | -   | 63,5 | 2,4 | 0,2 | 0,3 | 0,9 | 2,9  |
| 1998-1999 | N. Carol. Tar Heels | 34  | 31  | 30,4 | 64,8 | -   | 67,2 | 6,9 | 1,0 | 0,3 | 1,8 | 12,0 |
| 1999-2000 | N. Carol. Tar Heels | 36  | 35  | 29,8 | 69,7 | -   | 59,2 | 7,5 | 1,0 | 0,2 | 2,5 | 13,6 |
| 2000-2001 | N. Carol. Tar Heels | 33  | 33  | 27,3 | 59,2 | -   | 51,6 | 7,3 | 1,3 | 0,5 | 3,6 | 12,3 |
| Carriera  | Carriera            | 141 | 100 | 23,5 | 63,7 | -   | 59,1 | 6,0 | 0,8 | 0,3 | 2,2 | 10,0 |

### NBA

#### Regular Season
| Anno       | Squadra             | PG  | PT  | MP   | TC%  | 3P% | TL%  | RP   | AP  | PRP | SP  | PP   |
| ---------- | ------------------- | --- | --- | ---- | ---- | --- | ---- | ---- | --- | --- | --- | ---- |
| 2001-2002  | Wash. Wizards       | 62  | 2   | 20,4 | 49,3 | -   | 60,6 | 5,2  | 0,5 | 0,3 | 1,5 | 5,1  |
| 2002-2003  | Wash. Wizards       | 81  | 69  | 23,8 | 51,0 | -   | 63,3 | 5,0  | 0,4 | 0,4 | 1,5 | 6,2  |
| 2003-2004  | Wash. Wizards       | 77  | 59  | 19,3 | 51,5 | 0,0 | 58,5 | 5,0  | 0,6 | 0,4 | 1,3 | 7,0  |
| 2004-2005  | Wash. Wizards       | 68  | 68  | 27,4 | 56,0 | -   | 60,9 | 6,8  | 0,8 | 0,8 | 1,7 | 9,4  |
| 2005-2006  | Wash. Wizards       | 79  | 70  | 23,8 | 51,4 | -   | 58,5 | 5,9  | 0,6 | 0,4 | 1,3 | 7,3  |
| 2006-2007  | Wash. Wizards       | 77  | 49  | 22,6 | 55,8 | -   | 54,8 | 6,2  | 0,6 | 0,4 | 1,1 | 6,6  |
| 2007-2008  | Wash. Wizards       | 80  | 80  | 27,9 | 52,8 | -   | 73,5 | 7,2  | 0,9 | 0,4 | 1,7 | 10,6 |
| 2008-2009  | Wash. Wizards       | 6   | 5   | 29,2 | 48,0 | -   | 47,6 | 7,3  | 1,3 | 0,7 | 2,5 | 9,7  |
| 2009-2010  | Wash. Wizards       | 49  | 48  | 32,9 | 56,1 | -   | 64,6 | 10,3 | 0,4 | 0,4 | 2,1 | 9,8  |
| 2009-2010  | Dallas Mavericks    | 28  | 19  | 26,5 | 56,4 | 0,0 | 57,5 | 7,4  | 0,9 | 0,3 | 2,0 | 8,1  |
| 2010-2011† | Dallas Mavericks    | 72  | 8   | 18,5 | 57,4 | 0,0 | 36,2 | 5,2  | 0,3 | 0,2 | 1,0 | 4,4  |
| 2011-2012  | Dallas Mavericks    | 54  | 54  | 21,2 | 51,8 | -   | 46,9 | 6,0  | 0,4 | 0,4 | 1,0 | 5,2  |
| 2012-2013  | Charlotte Bobcats   | 61  | 17  | 19,0 | 43,1 | 0,0 | 45,5 | 4,8  | 0,5 | 0,3 | 0,8 | 3,5  |
| 2014-2015  | Cleveland Cavaliers | 22  | 1   | 5,4  | 46,7 | -   | 53,8 | 1,3  | 0,1 | 0,1 | 0,5 | 1,6  |
| Carriera   | Carriera            | 816 | 549 | 22,9 | 52,8 | 0,0 | 58,7 | 6,0  | 0,5 | 0,4 | 1,4 | 6,8  |

#### Playoffs
| Anno     | Squadra             | PG | PT | MP   | TC%  | 3P% | TL%  | RP  | AP  | PRP | SP  | PP   |
| -------- | ------------------- | -- | -- | ---- | ---- | --- | ---- | --- | --- | --- | --- | ---- |
| 2005     | Wash. Wizards       | 10 | 10 | 29,6 | 54,2 | -   | 63,6 | 7,6 | 1,0 | 1,4 | 2,0 | 10,6 |
| 2006     | Wash. Wizards       | 6  | 6  | 25,8 | 68,2 | -   | 52,0 | 3,2 | 0,8 | 0,3 | 1,8 | 7,2  |
| 2007     | Wash. Wizards       | 3  | 0  | 11,3 | 71,4 | -   | 75,0 | 1,7 | 0,3 | 0,3 | 0,0 | 4,3  |
| 2008     | Wash. Wizards       | 6  | 6  | 29,7 | 59,1 | -   | 80,0 | 6,7 | 0,8 | 0,7 | 1,5 | 12,0 |
| 2010     | Dallas Mavericks    | 6  | 2  | 23,2 | 57,1 | -   | 60,0 | 6,2 | 0,5 | 1,2 | 1,7 | 6,0  |
| 2011†    | Dallas Mavericks    | 18 | 0  | 15,3 | 58,1 | -   | 46,5 | 4,1 | 0,2 | 0,1 | 1,0 | 3,1  |
| 2012     | Dallas Mavericks    | 4  | 4  | 15,3 | 28,6 | -   | 62,5 | 3,3 | 0,3 | 0,3 | 0,5 | 3,3  |
| 2015     | Cleveland Cavaliers | 1  | 0  | 2,0  | 0,0  | -   | -    | 0,0 | 0,0 | 0,0 | 0,0 | 0,0  |
| Carriera | Carriera            | 54 | 28 | 21,1 | 56,1 | -   | 59,8 | 4,9 | 0,5 | 0,6 | 1,3 | 6,3  |

## Palmarès
- McDonald's All-American Game (1997)
- Campionato NBA: 1

Dallas Mavericks: 2011